# Нова Дембова-Воля
Нова Дембова-Воля (пол. Nowa Dębowa Wola) — село в Польщі, у гміні Бодзехув Островецького повіту Свентокшиського воєводства.
Населення — 241 особа (2011).
У 1975-1998 роках село належало до Келецького воєводства.

## Демографія
Демографічна структура на день 31 березня 2011 року:
|          | Загалом | Допрацездатний вік | Працездатний вік | Постпрацездатний вік |
| -------- | ------- | ------------------ | ---------------- | -------------------- |
| Чоловіки | 123     | 24                 | 89               | 10                   |
| Жінки    | 118     | 20                 | 69               | 29                   |
| Разом    | 241     | 44                 | 158              | 39                   |